# Institut indien de statistiques
Pour les articles homonymes, voir IIS.
L'Institut indien de statistique ou IIS (anglais : Indian Statistical Institute) (ISI), est une institution vouée à la recherche, l'enseignement et l'application des statistiques, des Sciences naturelles et sociales. Fondé par le professeur P.C. Mahalanobis à Kolkata le 17 décembre 1931, l'institut obtint le statut d'institution d'importance nationale par un décret du Parlement indien en 1959.
Le siège de l'ISI est situé dans la banlieue nord de la métropole de Kolkata, à Baranagar, plus précisément à Bon-Hoogly non loin du Dunlop Bridge. Il comprend en outre deux antennes situées à Delhi et Bangalore. Les recherches en statistiques et disciplines associés sont l'activité principale de l'institut. L'enseignement est principalement donné à Kolkata, Delhi et Bangalore. Des bureaux de l'institut situés dans d'autres villes indiennes s'occupent de projets et sont consultants en contrôle de qualité statistique et recherche opérationnelle.

## Historique
Le 14 décembre 1931, Prasanta Chandra Mahalanobis, Pramatha Nath Banerji, et Nikhil Ranjan Sen annoncent la création de l'Institut indien des statistiques. Fondé trois jours après, l'ISI est finalement enregistré le 28 avril 1932 en tant que société savante distributrice à but non lucratif en vertu de la « West Bengal Societies Registration Act » de 1860. R.N. Mookerje est nommé au poste de président de l'ISI dès sa fondation.
L'ISI gère également le Centre international d'éducation statistique (ISEC) depuis sa création, en 1950.

## Objectifs
Les principaux objectifs de l'ISI, tels que décrits dans son Memorandum of Association, sont : 
- de promouvoir l'étude et la dissémination du savoir en statistiques, de développer les théories et méthodes statistiques ainsi que leur usage dans la recherche et leurs applications avec une attention particulière donnée aux problèmes de planification du développement et du bien-être social ;

- d'entreprendre des recherches dans les différents domaines des sciences naturelles et sociales avec comme but le développement mutuel des statistiques et de ces sciences ;

- de fournir et d'entreprendre la collecte d'informations, des études, des projets et des recherches opérationnelles dans le but de planifier et d'améliorer l'efficacité du management et de la production.